# Обрізна дошка
До́шка обрізна́ — це  пиломатеріал розмірами від 16×8 мм до 250×100 мм в ширину і висоту відповідно. Обрізна дошка виготовляється з деревини різних порід. Основна відмінність обрізної дошки — це відсутність обзелу (краю дошки з корою, коли її випилюють з колоди). За стандартом дозволений невеликий обзел, але його значення мінімальне і строго нормоване.

## Розміри
Розміри обрізної дошки визначають за схемою axbx l, де b — обчислюється як велика сторона поперечного зрізу, розмір a — менша сторона, l — довжина дошки, наприклад, 50х150х6000 мм .

Розміри обрізної дошки

Найпоширеніші дошки наступних довжин:
- 6000 мм
- 4000 мм
- 3000 мм

На території України найпоширеніші дошки товщиною (параметр a):
- 22 мм
- 25 мм
- 30 мм
- 40 мм
- 50 мм
- 100 мм
- 150 мм

Обрізну дошку іншої товщини виконують з пиломатеріалів стандартного розміру методом поздовжнього розпилу, струганням і пр.
Обрізну дошку, у якої відношення боку a до b приблизно дорівнює одиниці, також називають брусом. Наприклад, брус 100х100х6000 мм або брус 70×90×3000 мм.

## Типи дощок
Буває кілька типів обрізної дошки. Основні відмінності:
- Вологість:
  - Сирі (вологість понад 22 %)
  - Сухі (вологість менше 22 %)
  - Сирі антисептування
- Сорт. За ГОСТ 8486-86 існує кілька сортів обрізної дошки:
  - Добірний сорт (суднобудування, автобудування)
  - Перший сорт (Суднобудування, Автобудування, меблі, будівництво)
  - Другий сорт (Суднобудування, Автобудування меблі, будівництво)
  - Третій сорт (Автобудування, меблі, будівництво, тара і упаковка)
  - Четвертий сорт (тара і упаковка, малответственние деталі)

## Використовувані матеріали
У виробництві дошки використовуються будь-які матеріали з деревини, найпопулярніші з яких:
- Сосна, ялина, модрина — хвойні породи
- дуб та бук — твердолистяні породи  деревини
- осика, береза